# Opere di Leo Ortolani
Qui di seguito sono riportate tutte le serie a fumetti realizzate da Leo Ortolani, da solo o in collaborazione con altri autori.

## Serie
- Rat-Man (1990-2017)
- Le meraviglie (1994-1996)
- Gli intaccabili (1995)
- Venerdì 12 (1996-2004)
- Star Rats (2020)
- Matana (2021)
- Night-Man (2022)

## Storie che non fanno parte di una serie
| Storia                                             | Pagine | Prima edizione | Ristampe | Caratteristiche |
| -------------------------------------------------- | ------ | --- | --- | --- |
| Ognuno ha i suoi problemi                          | 10     | Fumettando n. 1, ed. Gruppo Dentro, marzo 1991 | - Rat-Man Collection n. 100, ed. Panini Comics, gennaio 2014 | - Storia inviata insieme a Le sconvolgenti origini del Rat-Man per il premio come miglior autore esordiente organizzato da Spot nel 1989 (che poi non vinse)                                                                                 |
| 'Olio' Torwen                                      | 2      | Fumettando n. 2, ed. Gruppo Dentro, 1991 | | - Due storie di 1 tavola, entrambe con lo stesso titolo |
| Supermen                                           | 20     | Made in USA n. 3, ed. Maurizio Edizioni, marzo 1991 | - Rat-Man Collection n. 12, ed. Panini Comics, maggio 1999 - Tutto Rat-Man n. 7, ed. Panini Comics, febbraio 2003 - Rat-Man Gigante n. 18, ed. Panini Comics, agosto 2015                                                  | - Parodia della storia di Superman |
| The Amazing Spider-Man                             | 1      | Made in USA n. 3, ed. Maurizio Edizioni, marzo 1991 | | - Storia avente come protagonista l'Uomo Ragno della Marvel Comics |
| The Uncanny X-Men                                  | 1      | Made in USA n. 4, ed. Maurizio Edizioni, giugno 1991 | | - Storia aventi come protagonisti gli X-Men della Marvel Comics |
| The Swamp King!                                    | 9      | Made in USA n. 5, ed. Maurizio Edizioni, novembre 1991 | | |
| Il sinistro Loki                                   | 1      | Made in USA n. 5, ed. Maurizio Edizioni, novembre 1991 | | - Storia avente come protagonista Loki della Marvel Comics |
| Ex-Men - Intrappolati nella zona negativa!         | 14     | Made in USA n. 6, ed. Maurizio Edizioni, marzo 1992 | - Rat-Man Collection n. 15, ed. Panini Comics, novembre 1999 - Tutto Rat-Man n. 9, ed. Panini Comics, giugno 2003 | - Parodia del gruppo degli X-Men della Marvel Comics, uniti ai personaggi de L'ultima burba |
| La "Cosa" dallo spazio                             | 24     | - Futuro zero n. 1, ed. Sistemi Caotici Edizioni, ottobre 1992 - Futuro zero n. 2, ed. Sistemi Caotici Edizioni, dicembre 1992 - Futuro zero n. 3, ed. Sistemi Caotici Edizioni, febbraio 1993 | - Rat-Man Collection n. 8, ed. Panini Comics, settembre 1998 - Tutto Rat-Man n. 5, ed. Panini Comics, ottobre 2002 | - Parodia del film La cosa da un altro mondo |
| I Fantastici Quattro n. 103: Quando cala la falce! | 23     | Made in USA n. 7, ed. Maurizio Edizioni, ottobre 1992 | | - Saga conclusiva ideale di Leo Ortolani della serie regolare americana dei Fantastici Quattro |
| AIESEC Se lo conosci...                            | 12     | 1993 | - Rat-Man Collection n. 26, ed. Panini Comics, settembre 2001 - Tutto Rat-Man n. 14, ed. Panini Comics, aprile 2004 | - Storia realizzata nel 1993 sull'AIESEC - Da un soggetto di Leo Ortolani, Natalia Comis e Alberto Talu - Appare quello che poi diventerà Giuda nella serie Venerdì 12                                                                       |
| I Fantastici Quattro n. 104: Vendetta dal passato  | 16     | Made in USA n. 8, ed. Maurizio Edizioni, marzo 1993 | | - Saga conclusiva ideale di Leo Ortolani della serie regolare americana dei Fantastici Quattro |
| I Fantastici Quattro n. 105: Più che l'odio...     | 25     | Made in USA n. 9, ed. Maurizio Edizioni, novembre 1993 | | - Saga conclusiva ideale di Leo Ortolani della serie regolare americana dei Fantastici Quattro |
| Una vacanza da burba                               | 17     | Sturmtruppen n. 66, settembre 1994 | - Rat-Man Collection n. 16, ed. Panini Comics, gennaio 2000 - Tutto Rat-Man n. 9, ed. Panini Comics, giugno 2003 | - Spin-off della serie L'ultima burba di cui ne costituisce una sorta di prequel |
| I Fantastici Quattro n. 106: ...e finisce così!    | 38     | Made in USA n. 10, ed. Maurizio Edizioni, novembre 1994 | | - Saga conclusiva ideale di Leo Ortolani della serie regolare americana dei Fantastici Quattro |
| I Fantastici Quattro: Addio al Re                  | 6      | Flex n. 9, ed. Tornado Press, febbraio 1995 | - Rat-Man Collection n. 76, ed. Panini Comics, gennaio 2010 | |
| Romeo e Giulietta                                  | 7      | Dossier città: Verona, ed. Business, 1993 | - Totem Extra n. 3, ed. Nuova Frontiera, febbraio 1995 - Catalogo Expo Comics 96 - Bari 30 Nov./8 Dic. - Rat-Man Collection n. 46, ed. Panini Comics, gennaio 2005 - Tutto Rat-Man n. 24, ed. Panini Comics, dicembre 2006 | - Parodia della tragedia Romeo e Giulietta di Shakespeare |
| Cong!                                              | 24     | Lo Sciacallo Elettronico n. 3, internet, aprile 1996 | - Rat-Man Collection n. 9, ed. Panini Comics, novembre 1998 - Tutto Rat-Man n. 6, ed. Panini Comics, dicembre 2002 | - Parodia del film King Kong del 1933 |
| Squalo                                             | 22     | Squalo, ed. Bande Dessinée, giugno 1996 | - Squalo (ristampa), ed. Bande Dessinée, aprile 1997 - Rat-Man Collection n. 11, ed. Panini Comics, marzo 1999 - Tutto Rat-Man n. 7, ed. Panini Comics, febbraio 2003                                                      | - Parodia del film Lo squalo |
| La lunga notte dell'investigatore Merlo            | 102    | La lunga notte dell'investigatore Merlo, ed. Bande Dessinée, marzo 1997 | - La lunga notte dell'investigatore Merlo, su Special Events n. 29, ed. Panini Comics, aprile 2001 - La lunga notte dell'investigatore Merlo, su Cult Comics Iniziative, ed. Panini Comics, novembre 2013                  | - Parodia dei personaggi polizieschi e in particolare di Marlowe. Parte della trama si ispira al film Casablanca. |
| I futuri sposi!                                    | 12     | Albo distribuito ai partecipanti al matrimonio di Leo Ortolani il 18 luglio 1998 | - Rat-Man Collection n. 13, ed. Panini Comics, luglio 1999 - Tutto Rat-Man n. 8, ed. Panini Comics, aprile 2003 - Rat-Man Gigante n. 12, ed. Panini Comics, febbraio 2015                                                  | - Storia dedicata al matrimonio di Ortolani con Caterina |
| The King                                           | 10     | Rat-Man Collection n. 15, ed. Panini Comics, novembre 1999 | - Tutto Rat-Man n. 9, ed. Panini Comics, giugno 2003 | - Intervista fantastica a Jack Kirby (storico disegnatore della Marvel Comics soprannominato "il re" dei comics), fatta dallo stesso Leonardo Ortolani                                                                                       |
| Corso di fumetto                                   | 2      | Rat-Man Collection n. 47, ed. Panini Comics, marzo 2005 | - Tutto Rat-Man n. 25, ed. Panini Comics, aprile 2007 - Rat-Man Gigante n. 36, ed. Panini Comics, febbraio 2017 | - Storia dedicata al corso di fumetto organizzato dalla rivista Scuola di fumetto e tenuto da Ortolani, Andrea Plazzi e Laura Scarpa al castello di Ceri nell'ottobre 2004                                                                   |
| Paperon de' Paperoni - "L'anniversario"            | 2      | Carl Barks - L'uomo dei paperi, Comune di Rapallo, settembre 2005 | - Mono n. 8, Ed. Tunuè, aprile 2010 | |
| I Guardiani: l'immagine vivente!                   | 22     | Rat-Man Collection n. 55, ed. Panini Comics, luglio 2006 | - Tutto Rat-Man n. 29, ed. Panini Comics, agosto 2008 | - Storia ispirata alla serie Zaffiro e Acciaio - La storia è stata realizzata nel 1995, ma mai pubblicata prima del 2006 - Il corpo dei Guardiani è comparso nelle storie di Rat-Man come antagonisti della Gatta (ad esempio l'agente Cane) |
| Il meraviglioso mondo degli animali!               | 6      | Il Rat-Man enigmistico, su Special Events n. 65, ed. Panini Comics, luglio 2009 | - Il Rat-Man enigmistico - Prima ristampa, ed. Panini Comics, novembre 2010 | |
| La mucca che dorme                                 | 4      | Il Rat-Man enigmistico, su Special Events n. 65, ed. Panini Comics, luglio 2009 | - la Repubblica Parma, febbraio 2010 - Il Rat-Man enigmistico - Prima ristampa, ed. Panini Comics, novembre 2010 | |
| La mucca che dorme                                 | 2      | D - la Repubblica delle donne, anno 15°, n. 723, 11 dicembre 2010, p. 75 | - Rat-Man Collection n. 96, ed. Panini Comics, maggio 2013 | |
| Misterius: Speciale scienza!                       | 20     | Comics & Science, ed. IAC-CNR, ottobre 2013 | - Comics & science, ed. Feltrinelli, marzo 2022 | |
| Misterius 1                                        |        | Mate n. 1, ed. Centauria, maggio 2016 | | |
| Misterius 2                                        |        | Mate n. 2, ed. Centauria, giugno 2016 | | |
| Misterius 3                                        |        | Mate n. 3, ed. Centauria, luglio 2016 | | |
| Misterius: Speciale Internet                       |        | Comics & Science n. 2, ed. IAC-CNR, ottobre 2016 | - Comics & science, ed. Feltrinelli, marzo 2022 | |
| Corso di fumetto                                   | 20     | Rat-Man Gigante n. 36, ed. Panini Comics, febbraio 2017 | | - Versione ampliata dell'omonima storia breve pubblicata nel 2005 |
| Rango                                              |        | Rat-Man Gigante n. 56, ed. Panini Comics, ottobre 2018 (I parte) Rat-Man Gigante n. 57, ed. Panini Comics, novembre 2018 (II parte) Rat-Man Gigante n. 58, ed. Panini Comics, dicembre 2018 (III parte) | - Rango, ed. Panini Comics, luglio 2021 | - Versione riveduta e ridisegnata di una storia inedita del 1987 |
| Cinzia                                             | 240    | Cinzia, ed. Bao Publishing, novembre 2018 | - Cynthia, ed. Steinkis, novembre 2019 - Cinzia, ed. Nuevo Nueve, ottobre 2020 - Cinzia, ed. Rcs, ottobre 2020 | |
| Misterius: Speciale Normale                        |        | Speciale Normale, ed. Normale, gennaio 2019 | | |
| Il Cercatore                                       | 128    | Rat-Man Gigante n. 61, ed. Panini Comics, marzo 2019 (I parte) Rat-Man Gigante n. 62, ed. Panini Comics, aprile 2019 (II parte) Rat-Man Gigante n. 63, ed. Panini Comics, maggio 2019 (III parte) Rat-Man Gigante n. 64, ed. Panini Comics, giugno 2019 (IV parte) Rat-Man Gigante n. 67, ed. Panini Comics, settembre 2019 (V parte) Rat-Man Gigante n. 68, ed. Panini Comics, ottobre 2019 (VI parte) | - Il Cercatore, ed. Panini Comics, ottobre 2020 | - Versione riveduta e ridisegnata in sei episodi di una storia inedita del 1989 |
| Dinosauri che ce l'hanno fatta                     | 144    | Dinosauri che ce l'hanno fatta, ed. Laterza, giugno 2020 | | |
| Andrà tutto bene                                   | 528    | Andrà tutto bene, ed. Feltrinelli, luglio 2020 | | |
| Bedelia                                            | 180    | Bedelia, ed. Bao Publishing, ottobre 2020 | | |
| Rango                                              | 64     | Rango, ed. Panini Comics, luglio 2021 | | |
| Misterius: Speciale Cristallografia!               | 32     | Comics & Science, The Crystals Issue, ed. IAC-CNR, ottobre 2021 | - Comics & science, ed. Feltrinelli, marzo 2022 | |

## Strisce
- Clan, 61 strisce (1991-1994)[12]
- L'ultima burba, 444 strisce (1993-2012)
- Quelli di Parma (1993-1997)
- Sturmtruppen, disegni di Clod (1998)
- Comixisters, 12 strisce (2005)[13]
- CineMAH (2012-in corso)
- L'incredibile Ik, 17 strisce (2014)[14]
- School Trek, 60 strisce (2016)[15]

## Vignette
Ai confini della Marvel
- 1997-1998, 20 vignette[16]
  - Uomo Ragno nn. 226-228, 230-240, 242-245, 247, 256, settembre 1997-novembre 1998
- 1999-2000, 10 vignette[17]
  - Wiz n. 39, gennaio 1999
  - Uomo Ragno nn. 264, 269, 274, 281, 285, 293, 298, 300, 301, marzo 1999-settembre 2000
- 2001, 10 vignette[18]
  - Uomo Ragno nn. 314, 315, 318, 320, 322, 326, 327, 329, marzo-novembre 2001
  - Gli incredibili X-Men n. 138, dicembre 2001
- 2002, 10 vignette[19]
  - Gli incredibili X-Men n. 139, gennaio 2002
  - Uomo Ragno nn. 336, 339, 342, 348, 351, 356, febbraio-dicembre 2002
  - X-Men Deluxe n. 83, marzo 2002
  - Wiz nn. 83-84, settembre-ottobre 2002

I mille volti di Rat-Man
| N. | Prima edizione                       | Ristampe                                                                      | Caratteristiche                            |
| -- | ------------------------------------ | ----------------------------------------------------------------------------- | ------------------------------------------ |
| 1  | Uomo Ragno n. 357, 16 gennaio 2003   | - Rat-Man Collection n. 68, settembre 2008 - Tutto Rat-Man n. 35, agosto 2010 | - Parodia della casa editrice Marvel       |
| 2  | Uomo Ragno n. 361, 13 marzo 2003     | - Rat-Man Collection n. 68, settembre 2008 - Tutto Rat-Man n. 35, agosto 2010 | - Parodia di Devil                         |
| 3  | Uomo Ragno n. 363, 10 aprile 2003    | - Rat-Man Collection n. 68, settembre 2008 - Tutto Rat-Man n. 35, agosto 2010 | - Parodia di Hulk                          |
| 4  | Uomo Ragno n. 365, 15 maggio 2003    | - Rat-Man Collection n. 68, settembre 2008 - Tutto Rat-Man n. 35, agosto 2010 | - Parodia di Magneto                       |
| 5  | Uomo Ragno n. 367, 12 giugno 2003    | - Rat-Man Collection n. 68, settembre 2008 - Tutto Rat-Man n. 35, agosto 2010 | - Parodia di Ciclope                       |
| 6  | Uomo Ragno n. 369, 10 luglio 2003    | - Rat-Man Collection n. 68, settembre 2008 - Tutto Rat-Man n. 35, agosto 2010 | - Parodia di Silver Surfer                 |
| 7  | Uomo Ragno n. 371, 7 agosto 2003     | - Rat-Man Collection n. 68, settembre 2008 - Tutto Rat-Man n. 35, agosto 2010 | - Parodia di Gatsu                         |
| 8  | Uomo Ragno n. 373, 11 settembre 2003 | - Rat-Man Collection n. 68, settembre 2008 - Tutto Rat-Man n. 35, agosto 2010 | - Parodia di Ken Parker                    |
| 9  | Uomo Ragno n. 375, 9 ottobre 2003    | - Rat-Man Collection n. 68, settembre 2008 - Tutto Rat-Man n. 35, agosto 2010 | - Parodia dei Cinque Allegri Ragazzi Morti |
| 10 | Uomo Ragno n. 377, 13 novembre 2003  | - Rat-Man Collection n. 68, settembre 2008 - Tutto Rat-Man n. 35, agosto 2010 | - Parodia di Elektra                       |
| 11 | Uomo Ragno n. 379, 11 dicembre 2003  | - Rat-Man Collection n. 68, settembre 2008 - Tutto Rat-Man n. 35, agosto 2010 | - Parodia di Slam Dunk                     |

## Collaborazioni con altri autori
| Storia                                | Autori | Pagine | Prima edizione                                                                   | Ristampe                                                 | Caratteristiche |
| ------------------------------------- | --- | ------ | -------------------------------------------------------------------------------- | -------------------------------------------------------- | --------------- |
| Willy il tacchino: E l'uovo per me... | - Luca Boschi | 16     | Starcomìx n. 1, Edizioni Star Comics, aprile 1992                                |                                                          |                 |
| Gozo & C.: Chiedo asilo!              | - Luca Boschi | 20     | Starcomìx n. 7, Edizioni Star Comics, ottobre 1992                               |                                                          |                 |
| Morgan: La Sacra Ruota                | - Ade Capone (soggetto e sceneggiatura) - Leo Ortolani (soggetto e sceneggiatura) - Fabio Mantovani, Alessandro Nespolino, Ivan Cappiello, Alfredo Orlandi (disegni) - Alessandro Nespolino (copertine)                      |        | Morgan: La sacra ruota nn. 0-4, Edizioni Star Comics, settembre 1998-maggio 1999 | - Morgan: La Sacra Ruota nn. 1-2, ed. GP Publishing      |                 |
| L'albero di Maria                     | - Ade Capone | 1      | L'albero di Maria, ed. Liberty, marzo 1999                                       |                                                          |                 |
| I mille volti di Legs                 | - Antonio Serra (soggetto) - Michele Medda, Leo Ortolani, Alberto Ostini, Stefano Piani, Antonio Serra, Stefano Vietti, Bepi Vigna (sceneggiatura) - Silvio Camboni, Giancarlo Olivares, Leo Ortolani, Vanna Vinci (disegni) | 2      | Legs Weaver n. 50, ed. Sergio Bonelli Editore, gennaio 2000                      | - Il riposo del guerriero, Hazard Edizioni, ottobre 2004 |                 |
| Gozo & Co.: Libera vendita            | - Luca Boschi |        | Scuola di fumetto n. 3, ed. Coniglio Editore, settembre 2002                     |                                                          |                 |
| Codamozza e il professore             | - Tommaso Danovaro (soggetto) - Leo Ortolani (copertina ed illustrazioni) |        | ed. Effatà, ottobre 2015                                                         |                                                          |                 |
| Codamozza e il professore 2           | - Tommaso Danovaro (soggetto) - Leo Ortolani (copertina ed illustrazioni) |        | ed. Effatà, marzo 2017                                                           |                                                          |                 |

## Altro

### Albi e volumi speciali
- Rat-Man Comiconvention, settembre 1998
- Rat-Man Special, Riminicomix 2010.
- The Art of the Rat, ed. Panini Comics, luglio 2011.
- Rat-Con 2014, ed. Panini Comics, gennaio 2014
- La notte dei ratti viventi, ed. Panini Comics, gennaio 2015

### Copertine
- Capitan America n. 42, ed. Panini Comics, novembre 2013 (copertina variant)
- Geppo. Il buon diavolo, su Sorrisi di china n. 1, ed. RW Edizioni, novembre 2013 (copertina variant)
- Nonna Abelarda. Il ritorno di Nonna Abelarda, su Sorrisi di china n. 3, ed. RW Edizioni, maggio 2015 (copertina variant)
- Zerocalcare, L'elenco telefonico degli accolli, ed. BAO Publishing, settembre 2015 (copertina variant)
- Orfani: Nuovo mondo n. 1 (L'aliena), ed. Sergio Bonelli Editore, ottobre 2015 (copertina variant)
- Lo chiamavano Jeeg Robot, La Gazzetta dello Sport, febbraio 2016 (copertina variant)
- Batman v Superman, Best Movie, marzo 2016 (copertina variant)
- Cronaca di Topolinia n. 26, novembre 2018
- Fantastici Quattro: Speciale Anniversario – Leo Ortolani Edition, ed. Panini Comics, dicembre 2021 (copertina variant)

## Libri
- Due figlie e altri animali feroci. Diario di un'adozione internazionale, Milano, Sperling & Kupfer, settembre 2011, ISBN 978-88-200-5129-7.
- Apollo credici. Un game book spaziale, scritto da Luca Perri e Adrian Fartade, Novara, De Agostini, ottobre 2021, ISBN 978-88-5119-647-9.